# Ďačov
Ďačov (Hongaars: Décső) is een Slowaakse gemeente in de regio Prešov, en maakt deel uit van het district Sabinov.
Ďačov telt 760 inwoners.